# 維爾澤克的喬治亞娜
維爾澤克的喬治亞娜（德語：Georgine Norberte Johanna Franziska Antonie Marie Raphaela，1921年10月24日—1989年10月18日），列支敦斯登親王妃，丈夫是法蘭茲·約瑟夫二世。

## 家庭
1943年，喬治亞娜與法蘭茲·約瑟夫二世結婚，共有4子1女：
- 漢斯·亞當二世（1945年—）
- 菲利普王子（1946年—）
- 尼庫勞斯王子（1947年—）
- 諾拉公主（1950年—）
- 法蘭茲·約瑟夫王子（1962年—1991年）